# Biblioteca Palafoxiana
Biblioteca Palafoxiana – biblioteka założona w 1646 roku w Puebli, w Meksyku. Została uznana przez UNESCO za pierwszą i najstarszą bibliotekę publiczną w obu Amerykach. W 2005 roku wpisana na listę UNESCO Pamięć Świata.

## Historia
Za datę założenia biblioteki uważany jest rok 1646, gdy biskup Jan de Palafox y Mendoza przekazał swój księgozbiór miejscowemu seminarium, zastrzegając obowiązek udostępniania zbiorów wszystkim zainteresowanym nauką. W XIX wieku Francisco Fabián y Fuero sfinansował generalny remont budynku.
Podczas nacjonalizacji majątku kościelnego bibliotekę przejął rząd Meksyku. Na podstawie dekretu z 21 grudnia 1973 roku jest ona, jako instytucja kultury, własnością stanu Puebla. Biblioteką zarządza Ministerstwo Kultury Meksyku. 31 lipca 1981 roku uzyskała status muzeum i została uznana za Pomnik Historii Meksyku.
Trzęsienia ziemi, które miały miejsce 15 czerwca i 30 września 1999 roku spowodowały uszkodzenia budynku. Zostały uszkodzone stropy i ściany, a do dalszych zniszczeń przyczyniły się opady deszczu. Dlatego w 2000 roku ministerstwo opracowało projekt remontu biblioteki, który rozpoczęto w 2001 roku. Jego celem było nie tylko zapewnienie odporności na wstrząsy, ale również przywrócenie świetności.
W 2005 roku biblioteka na wniosek władz stanu Puebla i ministerstwa kultury została wpisana na listę UNESCO Pamięć Świata.

## Zbiory
Biskup Jan de Palafox y Mendoza 5 września 1646 roku notarialnie przekazał swój liczący ponad 5 000 woluminów księgozbiór seminarium duchownemu w Puebli, zastrzegając, że ma on służyć również osobom zainteresowanym nauką. Swoje zbiory na rzecz biblioteki przekazali również: Manuel Fernández de Santa Cruz y Sahagún, Francisco Fabián y Fuero i Francisco Pablo Vázquez. W 1767 roku biblioteka przejęła zbiory zlikwidowanych klasztorów i szkół jezuickich.
W latach 2000–2003 powstał katalog elektroniczny i rozpoczęto digitalizację zbiorów.
Biblioteka posiada 5 345 rękopisów, na które składają się: akta państwowe i kościelne, listy królów i biskupów, korespondencja władz świeckich i kościelnych. Pochodzą one „z archiwów kościelnych Nowej Hiszpanii, głównie diecezji Puebla, Oaxaca, Zacatecas i México”. W zbiorach znajduje się 42 556 woluminów, w większości wydanych przed 1800 rokiem. Są to książki teologiczne, ale znalazły się tu również zbiory z zakresu nauk humanistycznych, przyrodniczych i ścisłych. Biblioteka posiada 9 inkunabułów z Europy, ale dużo cenniejsze są wydawnictwa z miejscowych drukarni, w tym dwujęzyczny słownik języka hiszpańskiego i azteckiego Vocabulario en lengua Castellana y Mexicana autorstwa Alonsa de Moliny z 1751 roku, który zawiera 23 600 słów i wyrażeń oraz dzieła Juana de la Anunciación Doctrina christiana muy cumplida compuesta en lengua Castellana y Mexicana z 1575 roku i Sermonario en lengua mexicana donde se contiene (por el orden del Misal nuevo Romano) dos sermones en todas las Dominicas y Festividades principales de todo el año z 1577 roku, które służyły do ewangelizacji Azteków.

## Budynek
Biblioteka mieści się w budynku byłego seminarium Colegio de San Juan w centrum Puebla, niedaleko katedry. Fasada budynku została wykonana z czerwonej cegły. Jest ozdobiona tzw. talaverą, czyli białymi i niebieskimi detalami ceramicznymi. Sama biblioteka zajmuje pierwsze piętro. Przy ścianach sali o długości 43 m i szerokości 11,5 m umieszczono trzypoziomowe regały z cedru i sosny meksykańskiej, które sfinansowali w XIX wieku Francisco Fabián y Fuero i Francisco Pablo Vázquez. Na wprost głównego wejścia umieszczono barokowy ołtarz z marmuru i onyksu zwieńczony figurą Ducha Świętego ze złoconym retabulum z obrazami Madonny z Trapani i umieszczonym powyżej św. Tomasza z Akwinu. Na środku sali znajdują się bogato intarsjowane i inkrustowane, wykonane z orzecha i dębu, stoły oraz krzesła ufundowane w XVIII wieku przez Nogalesa Dávilę. Przy wejściu stoi obrotowy pulpit i podłogowy zegar szafkowy.